# Besoin d'en connaître
 (janvier 2021).
Si vous disposez d'ouvrages ou d'articles de référence ou si vous connaissez des sites web de qualité traitant du thème abordé ici, merci de compléter l'article en donnant les références utiles à sa vérifiabilité et en les liant à la section « Notes et références ».
L'expression « besoin d'en connaître », lorsqu'elle est utilisée dans le cadre d'organisations gouvernementales, et plus particulièrement pour des applications militaires ou de renseignement, décrit une restriction de l'accès à une information considérée comme sensible. Il est défini dans le « Dictionnaire du renseignement  » comme « répondant à l’impératif du cloisonnement : nul ne prend connaissance d’une information dont il n’a pas l’utilité. ». Cela implique que, même si quelqu'un possède les habilitations officielles nécessaires, l'accès à ce type d'information ne peut lui être attribué que lorsqu'il a le besoin spécifique de la connaître. Ainsi les conséquences d’une trahison ou des révélations faites par un agent pris par l’ennemi seront minorées. 
Pendant la Seconde Guerre mondiale, la Résistance française a dans un premier temps subi d'importantes pertes qui aurait pu être évitées, car des membres interrogés par la Gestapo, lui ont révélé des informations qu’ils détenaient sans raison opérationnelle.
À contrario, pendant la bataille de Normandie en 1944, seule une petite poignée de militaires participants à l'organisation du Débarquement avait connaissance de l'ensemble de l'opération ; ils ont communiqué au reste du personnel militaire uniquement les informations dont ils avaient besoin pour réaliser leur mission.
En sécurité informatique, les mécanismes de contrôle d'accès discrétionnaire de certains systèmes d'exploitation peuvent être utilisés pour renforcer le besoin d'en connaître. Dans cette situation, le propriétaire d'un fichier détermine quels autres utilisateurs peuvent y avoir accès. Le besoin d'en connaître est souvent aussi appliqué avec des modèles de contrôle d'accès obligatoire.

## Critiques
Le besoin d’en connaître est parfois accusé de protéger des activités illégales, de freiner le contrôle démocratique des activités de renseignement (en limitant la liberté d'accès aux documents administratifs) ou encore d'être un prétexte pour ne pas partager l’information (rétention d'information). Car le renseignement repose sur un paradoxe : l’information recueillie n’a de valeur que si elle est connue par ceux qui en ont besoin, tandis qu'une trop large diffusion accroît les risques de compromission. Pour chaque renseignement collecté, un point d’équilibre doit être trouvé entre partage adéquat et garantie de sécurité.